# Vespa 150 TAP

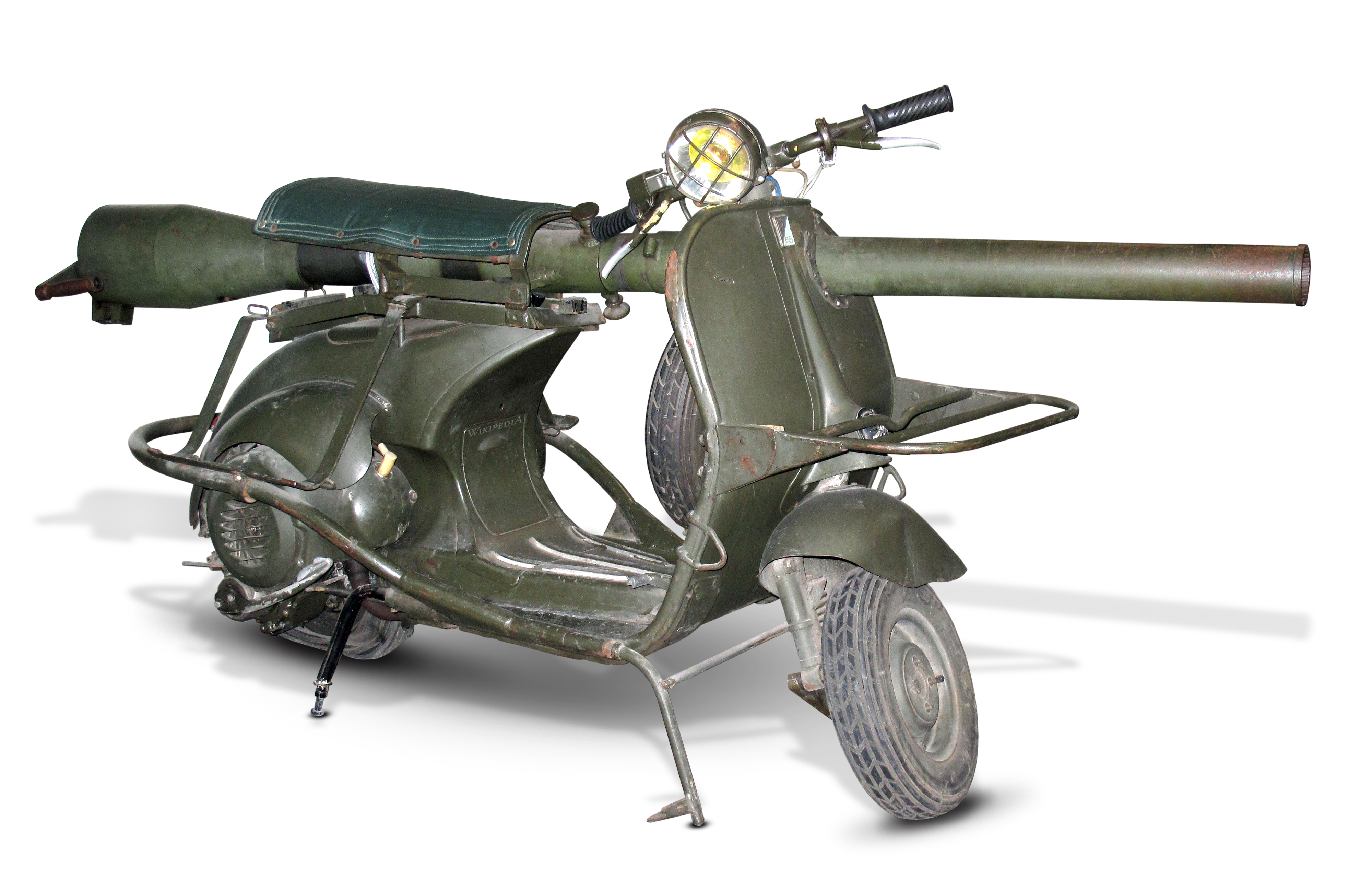
„abgerüstete“ Vespa 150 TAP: vorne der Träger für die zwei Reservekanister, hinten an den Seiten die Halterungen für 2 × drei Granaten

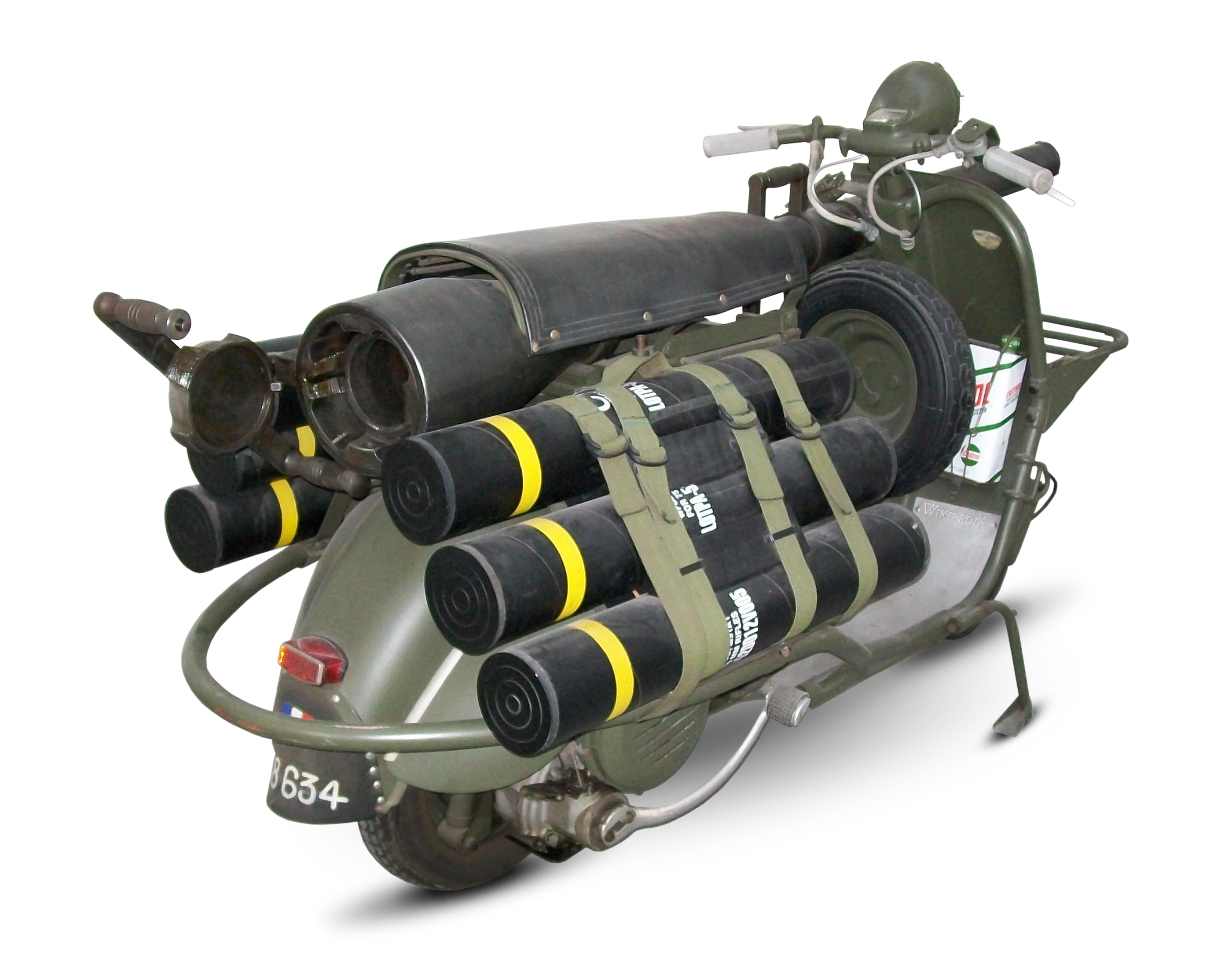
Ansicht von hinten. Gut zu erkennen der geöffnete Verschluss des Geschützes

Die Vespa 150 TAP (italienisch „Truppe Aero Paracadutate“ auch ACMA Vespa 150 TAP) ist ein militärischer Panzerabwehr-Motorroller des Herstellers Piaggio, der unter dem Markennamen Vespa produziert und vertrieben wurde. Der Roller wurde vom französischen Verteidigungsministerium für die französischen Luftlandetruppen („Troupes Aéroportées“) bei Piaggio in Auftrag gegeben. Auf der 33. Mailänder Automesse im Dezember 1955 wurde die Vespa 150 TAP erstmals vorgestellt. Die Produktion begann im Januar 1956 in den Fabriken der französischen Tochtergesellschaft ACMA (Ateliers de Construction de Motocycles et Automobiles), die bereits die Vespa in Lizenz für den transalpinen Markt herstellte. Bis 1959 wurden ca. 600 Stück der Vespa produziert.

## Hintergrund
Die „Vespa TAP“ wurde Anfang der 1950er Jahre für den Einsatz in Vietnam entwickelt, als die Truppen des CEFEO (Corps expéditionnaire français en Extrême-Orient) während des Indochinakriegs aufgrund der sowjetischen Artillerie und der T-34-Panzer, die China in großen Mengen an die Việt-Minh-Truppen lieferte und die im schwer zugänglichen Dschungel stationiert waren, in ernsthafte Schwierigkeiten gerieten.
Unter diesen Umständen war es für die französische Armee unerlässlich, über ein besonders wendiges Fahrzeug zu verfügen, das Panzerabwehrartillerie transportieren konnte und mit den, von den USA gelieferten Transportflugzeugen Fairchild C-119 hinter den feindlichen Linien abgeworfen werden konnte. Die schnelle und unvorhersehbare Entwicklung des Konflikts, die mit dem Fall von Điện Biên Phủ gipfelte, machte das „TAP“-Projekt nutzlos. Es wurde jedoch für den späteren Einsatz im Algerienkrieg fertiggestellt.

## Der Roller
Das Fahrzeug basierte auf dem 1955 eingeführten Modell Vespa 150. Die Militär-Vespa wurden in zwei Versionen produziert: TAP 56 und TAP 59. Die Unterschiede zwischen den beiden Varianten lagen hauptsächlich in der Umstellung der Serienproduktion auf die Farben Grün oder Sandtarn.
Beide Versionen hatten einen Motor mit 150 cm³. Nur die Vespa-TAP-Vorserie oder Prototypen (1955) waren mit dem Motor der 125er Zivil-Version ausgestattet.
Die Motorverkleidung ist kleiner als bei der zivilen Version, ebenso der vordere Kotflügel. Der Roller ist mit verschiedenen Strukturverstärkungen ausgestattet, wie beispielsweise der umlaufenden Stoßstange, Stahlschutzvorrichtungen für das Kurbelgehäuse und den Schalldämpfer oder dem unteren Teil der Frontverkleidung, der durch zwei gummierte Stahlstreifen verstärkt ist. Das machte ihn für den harten militärischen Einsatz geeigneter und schützte das Fahrzeug nach dem Abwurf vor den Auswirkungen der Landung.
Die Geschwindigkeit lag bei 60 km/h, die Reichweite betrug 200 Kilometer.
Die „Bazooka Vespa“ war relativ billig. Vespas kosteten damals etwa 500 US-Dollar.

## Das Geschütz
Die Vespa 150 TAP war mit einem rückstoßfreies Geschütz vom Typ M20 ausgestattet, einer leichten Panzerabwehrwaffe aus US-amerikanischer Produktion. Es war im Vergleich zu einer Standardkanone mit Kaliber 75 mm (3,0 Zoll) sehr leicht, konnte aber mit seinem HEAT-Sprengkopf dennoch 100 mm (3,9 Zoll) dicke Panzerung durchschlagen. Der Rückstoß wurde durch das Ablassen von Treibgasen aus der Rückseite der Waffe ausgeglichen, wodurch ein mechanisches Rückstoßsystem oder eine schwere Halterung überflüssig wurde. Das unter dem Sattel positionierte und leicht schräg zur Längsachse des Rollers stehende Rohr ragt mehr als 1 m aus dem vorderen Schutzschild heraus.

## Der Einsatz
Die Roller wurden paarweise mit einem Zweierteam mit dem Fallschirm abgeworfen. Das Geschütz wurde auf einem Roller mitgeführt, während die Munition auf dem anderen Roller geladen wurde.
In einer anderen Version kann die TAP-Vespa zwei Personen befördern, hat einen hinteren Gepäckträger, bestehend aus einem stabilen Halbrohr und einer vertikalen Stütze, der Platz für sechs Granaten bietet. Die Stütze ist leicht abnehmbar und dient als einfache Lafette zum Zielen mit der Waffe. Der vordere Gepäckträger fasst zwei Kanister mit Öl-Benzin-Gemisch. Dieses Modell kann bei Bedarf einen kleinen Einradanhänger ziehen.
Da an der Vespa jegliche Zielvorrichtungen fehlten, war die Kanone nicht dafür ausgelegt, vom Roller aus abgefeuert zu werden. Die Waffe wurde dafür auf einer Browning-M1917-Maschinengewehrlafette montiert, die ebenfalls auf dem Roller mitgeführt wurde. Entgegen vereinzelter Behauptungen ist es aus Gründen des Konstruktionsprinzip eines rückstoßfreien Geschützes und des Zielens nicht möglich, ohne Abnahme der Waffe vom Roller aus zu schießen – schon gar nicht während der Fahrt.
Nach dem Algerienkrieg wurde die Vespa 150 TAP nach und nach ausgemustert.